# Рудолф (Верл)
Вижте пояснителната страница за други личности с името Рудолф.
Рудолф (Лудолф) фон Верл (на немски: Rudolf (Ludolf von Werl; на латински: „Rudolphus comes“ * ок. 982/986; † 12 юли ок. 1044) от фамилията на графовете на Верл и е граф в Гронингерланд във фризийския Емсланд.
Той е син на граф Херман I фон Верл († 985) и съпругата му Герберга Бургундска († 1019), дъщеря на бургундския крал Конрад III от род Велфи и неговата втора съпруга Матилда Френска, дъщеря на крал Луи IV от Франция. Братята му са Херман II и Бернхард I. Полубрат е на императрица Гизела Швабска, съпругата на император Конрад II и майка на император Хайнрих III, и на Матилда Швабска, съпругата на херцог Конрад I от Каринтия. Племенник е на крал Рудолф III от Бургундия и братовчед на крал Хайнрих II.
При изборите за крал, след смъртта на император Ото III през 1002 г., Рудолф и фамилията му подкрепят втория съпруг на майка му херцог Херман II от Швабия († 1003), но печели техния братовчед Хайнрих II.

## Деца
Рудолф фон Верл е баща на:
- Херман III фон Верл († сл. 1055), женен 1045 за Рихенза Швабска, който има дъщеря Ода фон Верл. [1]